# Oghaminschriften in Schottland
Die Verteilung der Oghaminschriften in Schottland spiegelt die politische Lage während des 5. bis 10. Jahrhunderts wider. Nördlich der Forth-Clyde-Linie (also nördlicher als heute), einschließlich der Äußeren Hebriden, der Orkney und der Shetland-Inseln, war Schottland in verschiedene Königreiche der Pikten aufgeteilt. Der Südwesten, nördlich der Forth-Clyde-Linie, einschließlich der südlichen Hebriden und eines Teiles von Nordirland war unter der Kontrolle des gälischen Königreichs Dalriada.

## Oghamsteine in Argyll and Bute

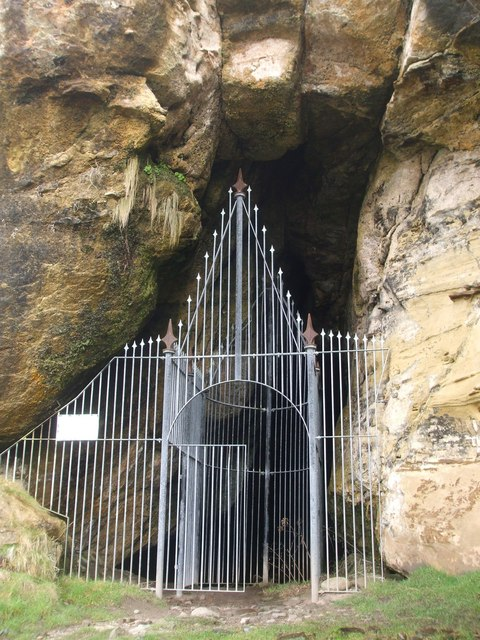
Die Kings- oder Blackwater Cave auf Arran

Ursprünglich war Schottland nördlich der Forth-Clyde-Linie nur von Pikten bewohnt. Ab dem späten 5. Jahrhundert wurde der Südwesten von gälischen Siedlern (Skoten) aus Irland kolonisiert. Ab der Mitte des 6. Jahrhunderts gehörte dieser Teil Schottlands zum Königreich Dalriada.
Im gälischen Teil Schottlands sind nur drei Oghamsteine erhalten, die in unmittelbarer Nähe zur Küste gefunden wurden. Zwei sind klassische Oghamsteine mit gälischen Inschriften auf den Rändern der Steine, wie sie in Irland üblich sind. Der Stein auf der Insel Gigha trägt die typische Formel: ᚛ᚃᚔᚉᚒᚂᚐ ᚋᚐᚊ ᚉᚒᚌᚔᚅᚔ᚜ „VICULA MAQ CUGINIX“ – dt. „Vicula der Sohn von Cuginex“. Der bei Poltalloch gefundene Stein trägt nur einen Namen ᚛ᚉᚏᚑᚅ[-]ᚅ᚜ Cron[-][n]. Diese Steine können die Kolonisierungsphase des 5. und 6. Jahrhunderts widerspiegeln.
Der dritte Oghamstein ist der fragmentarische Block von Lochgoilhead, der einige Eigenheiten aufweist. Die Inschrift besteht aus den Resten einer Ogham- und einer lateinischen Inschrift. In Schottland sind nur zwei derartige Steine bekannt. Die Oghaminschrift steht nicht an einer Kante, sondern beiderseits einer gravierten senkrechten Linie auf der Oberfläche des Steins. Sie wurde als gälisch interpretiert und es gibt keine piktische Dekoration auf dem Stein. Dieser Stein ist vermutlich ebenfalls ein Erzeugnis der gälischen Siedler, wobei die lateinische Inschrift auf ein späteres Datum deutet und vielleicht aus dem 7. oder 8. Jahrhundert stammt.
Oghaminschriften wurden auch auf Felswänden gefunden. Eine davon befindet sich nur 4,0 km vom Oghamstein von Poltalloch, auf einem Fels der Festung Dunadd, die als Königsitz von Dalriada identifiziert wurde. Die Inschrift ist unvollständig, aber Teile eines gälischen Namens wurden erkannt.

## Isle of Arran
Drei weitere Inschriften fanden sich an den Wänden der Kings- oder Blackwater Cave auf der Isle of Arran. Diese ungewöhnlichen Ritzungen sind, neben einer unbestätigten Oghaminschrift in einer Höhle in Fife, die einzigen Beispiele von Höhleninschriften dieser Art in Großbritannien.

## Oghamsteine im Piktenland
Die Mehrheit der schottischen Oghamsteine wurde im Bereich der piktischen Königreiche, entlang der Ostküste Schottlands nördlich des Forth und auf den Orkney und Shetlands gefunden. Die größte Konzentration an Ostküstensteinen wurde in Aberdeenshire gefunden. Es gibt keine Oghamsteine im Hochland und auf den Äußeren Hebriden, obwohl Artefakte mit Oghaminschriften auf den nördlichen und westlichen Inseln gefunden wurden, was zeigt, dass Ogham nicht nur auf Steinen verwendet wurde. Es gibt in Ostschottland einige säulenförmige Oghamsteine, die ihre Inschrift auf der Kante tragen. Sie unterscheiden sich von den gälischen Steinen dadurch, dass die Inschriften piktische und keine gälischen Personennamen tragen.
Die Mehrzahl der Oghaminschriften in den Piktengebieten ist sehr verschieden zu denen in Irland und im restlichen Großbritannien.
- Zum einen sind die Inschriften zumeist auf piktischen Symbolsteinen oder Cross-Slabs aufgebracht (Ackergill Links), wo die Inschrift Teil eines größeren Design ist.
- Zweitens wird die Oghaminschrift in der Regel auf einer senkrechten Linie auf der Oberfläche des Steins, entweder auf der Hauptfläche (Lunnasting-Stein) oder einer der beiden Schmalseiten gefunden. In wenigen Fällen läuft die Inschrift auch entlang der Kante des Steins. Das Spannendste der Inschriften in Ostschottland, der Orkney- und Shetlandinseln ist ihre Sprache. Die Sprache mit ihrer eigentümlichen Orthografie, mit häufiger Doppelung oder gar Verdreifachung von Buchstaben, ist nach allgemeiner Ansicht piktisch und völlig verschieden zu den in England und Irland gesprochenen indogermanischen Sprachen. Piktisch ist allerdings so schlecht überliefert, dass es schwierig ist, die Inschriften zu deuten, obwohl in Analogie zu den Steinen aus anderen Ländern angenommen wird, dass die Inschriften primär aus Personennamen bestehen. Die Namen der Inschriften scheinen sogar gälische Elemente zu enthalten. MEQQ oder MAQQ entspricht vermutlich dem irischen Maqi „Sohn von“, kann also im Piktischen ein gälisches Lehnwort oder das einzige Wort sein, das in gälischer Sprache geschrieben wurde, während die Personennamen piktisch waren.

Es gab auch, insbesondere die Orkney und die Shetlands betreffend, Versuche altnordischen Namen oder Wörter in den Inschriften zu finden, die während der Wikingerherrschaft, im späten 8. und frühen 9. Jahrhundert entstanden. Das bevorzugte Beispiel ist der Bressay Stone in Shetland, der die Inschrift: „CRROSCC NAHHTVVDDADDS DATTRR ANN [-] | BENISES MEQQ DDROANN [-]“ (Das Kreuz von Nahhtvddadds, Tochter von Ann[...], und Benises, Sohn des Droann) trägt. Katherine Forsyth hält die Sprache der Inschrift für gemischt Norse-Gälisch. Insbesondere identifizierte sie das Wort DATTR als altnordische Dottir „Tochter“; obwohl das entsprechende gälische Wort inigena „Tochter“ nur ein einziges Mal in Oghaminschriften erscheint und die für matrilinear organisiert gehaltenen Pikten keine Veranlassung hatten, ein derartiges nordisches Wort zu übernehmen.
Die Oghaminschriften des piktischen Schottlands können laut Katherine Forsyth in drei Typen unterteilt werden:
- Typ I: Texte entlang dem Rand eines Steins und Punkte für die Vokale.
- Typ IIa: Texte auf einer künstlichen Mittellinie mit Linien für die Vokale
- Typ IIb: Texte auf einer künstlichen Mittellinie mit Linien für die Vokale und aneinandergefügten distalen Spitzen der Linien der Buchstaben.
- Typ IIa / b: Texte auf einer künstlichen Mittellinie mit Linien für die Vokale und aneinandergefügten distalen Spitzen der Linien einiger Buchstaben.

Die Oghamsteine Irlands und der gälischen Gebiete Englands sind fast nur Typ-I-Inschriften, während im Piktenland nur zwei Typ-I-Inschriften bekannt sind. Stattdessen überwiegen die Typ-II-Inschriften, die außerhalb Schottlands mit 5 Exemplaren, äußerst selten sind.
Die genaue Datierung der Oghaminschriften ist unsicher, aber folgende Chronologie wurde vorgeschlagen:
- Typ I: 4. bis 6. Jahrhundert
- Typ IIa: 7. bis 8. Jahrhundert
- Typ IIb: 8. bis 10. Jahrhundert

Damit wären die Pikteninschriften Schottlands später als die Irlands und des Restes von Großbritannien.
Viele schottische Typ II Inschriften weisen interessante Eigenheiten auf. Einige nutzen zusätzliche Buchstaben (engl. Forfeda) und ungewöhnliche Buchstabenformen, die Einflüsse aus handschriftlichen Oghamtexten reflektieren könnten.

## Ogham-Inschriften auf Kleinfunden
Von den insgesamt nur etwa zehn erhaltenen Ogham-Inschriften, die nicht in Steinplatten und Steinsäulen, sondern in kleine Objekte (vorwiegend Alltagsgegenstände) eingeritzt sind, wurden allein vier in Schottland entdeckt: das Bornais-Knochenplättchen und das Bac-Mhic-Connain-Messer auf den Äußeren Hebriden sowie das Gurness-Messer und die Buckquoy-Spinnwirtel auf den Orkney-Inseln.

## Zeitstellung
Es ist schwer Oghamsteine, die in vielen Fällen von ihrem ursprünglichen Standort versetzt wurden, ohne archäologischen Kontext zu datieren. Nur wenige wurden im Zusammenhang mit Bestattungen entdeckt. Das verbundene Grab könnte Hinweise für die Datierung liefern, wenn zur Zeit der Entdeckung systematische archäologische Untersuchungen erfolgt wären.
In den letzten Jahren wurden außerhalb Schottlands zwei Schiefersteine mit einer Mittellinien -Inschrift ausgegraben. Diese könnten von unschätzbarem Wert bei der Fixierung des Datums der Typ-II-Inschriften sein.
2006 wurde ein Stein mit einer Typ-IIb-Inschrift in Verbindung mit einer Bestattung, die auf 540–650 n. Chr. datiert wurde auf der Isle of Man gefunden. Katherine Forsyth datiert die Inschrift indes aus epigraphischen und sprachlichen Gründen, auf das 10. oder 11. Jahrhundert (möglicherweise 8. bis 12. Jahrhundert) und verneint jede Gemeinschaft zwischen dem Stein und dem Grab. Es gibt allerdings nicht genügend Belege um Oghaminschriften epigraphisch einzuordnen. Die Isle of Man liegt weit weg von den Piktengegenden und die Inschrift zeigt keines der markanten Merkmale der Pikteninschriften wie abgewinkelte Konsonanten oder zusätzliche Buchstaben, somit gibt es keine Notwendigkeit, davon auszugehen, dass die Inschrift aus der gleichen Zeit, wie viele piktische Inschriften stammt.
2009 wurde ein Schieferfragment mit einer Typ-IIa-Inschrift auf der Halbinsel Penwith in Cornwall aber es wurde kein Versuch unternommen, den archäologischen Kontext zu untersuchen oder andere Fragmente der Inschrift zu finden. Der Stein ist ein wichtiges Beweisstück, das die Verwendung von Mittellinieninschriften nicht auf Schottland beschränkt.
Aufgrund der Isle of Man und Penwith Inschriften ist es möglich, die These aufzustellen, dass die Mittellinieninschriften und die Bindung der Oghams während der 6. und 7. Jahrhundert außerhalb von Schottland entwickelt wurden.